# رنينغن
رنينغن (بالألمانية: Renningen) هي مدينة وبلدة ألمانية تقع في ألمانيا في بوبلينغين. يقدر عدد سكانها بـ 17,235 نسمة .

## المدن التوأمة
مدن Mennecy، زالبورغ-إبرسدورف وأوكيوبيلو هي مدن توأمة لـرنينغن.